# Атака на готель Asasey
12 липня 2019, чотири члени Джамаат Аш-Шабааб атакували готель «Asasey» у Кісмайо, Джубаленд, Сомалі, спочатку підірвавши біля входу автомобіль з вибухівкою, а потім почавши штурмувати сам готель.

## Жертви
- Відома канадська журналістка сомалійського походження, Ходан Налайех, та її чоловік були вбиті;
- фотограф Somali Broadcasting Corporation, Мохамед Селел Омар, який спробував зняти його вбивць на камеру;
- Мохамед Ганадхере — був журналістом SBC TV;
- кандидат у керівники місцевих у Джубаленд на майбутні вибори Мохамед Ізмаель;
- Абдітфетех Мохамед з сомайлійського офісу Міжнародної організації з міграції;
- філатропіст Mahad Nur Gurguurte;
- виконавчий директор SADO Somalia Абдулахі Іссе Абдуле;
- законотворець і Міністр Керівництва Джубаленд Мохамед Ізмаил[2];
- кілька племінних вождів, регіональний кандидата на вибори, член парламенту і його дружина;
- три кенійці, троє танзанійців, двоє американців і британець.

## Хід подій
Спочатку біля готелю смертник підірвав замінований автомобіль, потім інші бойовики штурмували готель. Трьох бойовиків застрелили охоронці.
Бої з ісламістами тривали всю ніч. Лише в суботу правоохоронні органи оголосили, що всі бойовики ліквідовані і готель знаходиться під контролем силовиків.

## Мотиви
У заяві Джамаат Аш-Шабааб говорилося про напад на міністрів Юбаланду, федеральні та регіональні законодавці та кандидати, що перебувають у готелі.